# Embiotocidae
Embiotocidae é uma família de peixes da subordem Labroidei. São encontrado no Pacífico Norte, do Japão para a Califórnia, EUA, até o norte do México. Os peixes desta família são conhecidos como viejas.

## Espécies
Existem 22 espécies em 13 géneros:
- Género Amphistichus
  - Amphistichus argenteus (Gibbons, 1854).
  - Amphistichus koelzi (Hubbs, 1933).
  - Amphistichus rhodoterus (Agassiz, 1854).
- Género Brachyistius
  - Brachyistius aletes (Tarp, 1952).
  - Brachyistius frenatus Gill, 1862.
- Género Cymatogaster
  - Cymatogaster aggregata Gibbons, 1854.
- Género Ditrema
  - Ditrema temminckii Bleeker, 1853.
  - Ditrema viride Oshima, 1955.
- Género Embiotoca
  - Embiotoca jacksoni Agassiz, 1853. 

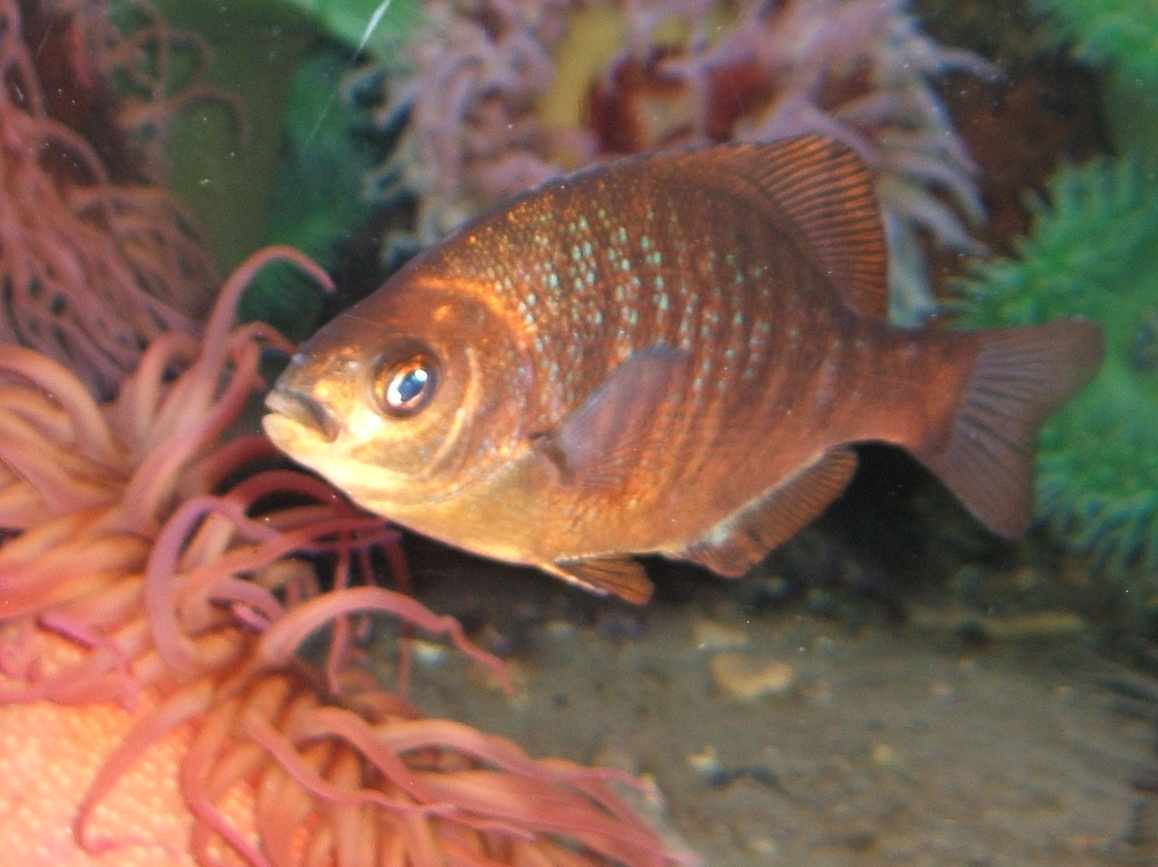

  - Embiotoca lateralis Agassiz, 1854.
- Género Hyperprosopon
  - Hyperprosopon anale Agassiz, 1861.
  - Hyperprosopon argenteum Gibbons, 1854.
  - Hyperprosopon ellipticum (Gibbons, 1854).
- Género Hypsurus
  - Hypsurus caryi (Agassiz, 1853).
- Género Hysterocarpus
  - Hysterocarpus traskii Gibbons, 1854.
- Género Micrometrus
  - Micrometrus aurora (Jordan & Gilbert, 1880).
  - Micrometrus minimus (Gibbons, 1854).
- Género Neoditrema
  - Neoditrema ransonnetii Steindachner, 1883.
- Género Phanerodon
  - Phanerodon atripes (Jordan & Gilbert, 1880).
  - Phanerodon furcatus Girard, 1854.
- Género Rhacochilus
  - Rhacochilus toxotes Agassiz, 1854.
  - Rhacochilus vacca (Girard, 1855).
- Género Zalembius
  - Zalembius rosaceus (Jordan & Gilbert, 1880).